# KSZO Ostrowiec
Il KSZO Ostrowiec è una società pallavolistica polacca femminile con sede a Ostrowiec Świętokrzyski, militante nel massimo campionato polacco, la Liga Siatkówki Kobiet.

## Storia
Il Klub Piłki Siatkowej Wyższej Szkoły Biznesu i Przedsiębiorczości Ostrowiec Świętokrzyski viene fondato nel 1999, venendo iscritto alla III liga: dopo due primi posti consecutivi, ottiene la promozione in II liga nel 2001. Milita nel terzo livello del campionato polacco per tre annate, raggiungendo la serie cadetta nel 2004. Un anno dopo il club viene incorporato dalla società polisportiva Klub Sportowy KSZO Ostrowiec Świętokrzyski, prendendone il nome e dopo dieci annate in I liga ottiene la promozione in Liga Siatkówki Kobiet nel 2014, dopo aver vinto tutte le gare di campionato.
Con l'ammissione in massima serie il club, come da regolamento, inizia ad operare come società per azioni, cambiando la propria denominazione in KSZO Ostrowiec: arriva così l'esordio nella stagione 2014-15, conclusa in nona posizione.

## Rosa 2015-2016
| N° | Nome              | Ruolo | Data di nascita  | Nazionalità sportiva |
| -- | ----------------- | ----- | ---------------- | -------------------- |
| 1  | Roksana Brzóska   | S     | 2 settembre 1993 | Polonia              |
| 2  | Beata Mielczarek  | S     | 12 marzo 1991    | Polonia              |
| 3  | Ewelina Polak     | P     | 17 aprile 1993   | Polonia              |
| 4  | Karolina Bednarek | C     | 31 ottobre 1988  | Polonia              |
| 5  | Dorota Ściurka    | S     | 7 gennaio 1981   | Polonia              |
| 7  | Paulina Szpak     | P     | 11 ottobre 1991  | Polonia              |
| 8  | Kinga Dybek       | S     | 16 dicembre 1994 | Polonia              |
| 9  | Alicja Wójcik     | C     | 10 novembre 1994 | Polonia              |
| 10 | Anna Korabiec     | L     | 11 gennaio 1995  | Polonia              |
| 11 | Angelika Bulbak   | L     | 16 giugno 1991   | Polonia              |
| 14 | Julia Piotrowska  | C     | 23 maggio 1996   | Polonia              |
| 16 | Sandra Szczygioł  | S/O   | 8 dicembre 1989  | Polonia              |
| 17 | Zuzanna Pieczka   | S/O   | 11 ottobre 1995  | Polonia              |

## Denominazioni precedenti
- 1999-2005: Klub Piłki Siatkowej Wyższej Szkoły Biznesu i Przedsiębiorczości Ostrowiec Świętokrzyski
- 2005-2014: Klub Sportowy KSZO Ostrowiec Świętokrzyski